# Wiehahn Lesh
Wiehahn Lesch – południowoafrykański zapaśnik walczący w stylu wolnym. Srebrny medalista igrzysk afrykańskich w 1999 i brązowy mistrzostw Afryki w 1993. Piąty na igrzyskach Wspólnoty Narodów w 1994 roku.